# 4-氯-1-萘甲醛
4-氯-1-萘甲醛是一种有机化合物，化学式为C11H7ClO，它是氯萘甲醛的同分异构体之一。它可由1-氯萘和1,1-二氯甲醚在四氯化锡存在下于二氯甲烷中反应制得。它和甲胺反应，经硼氢化钠还原后，可以得到N-甲基-4-氯-1-萘甲胺。